# Beelitz-Heilstätten
Beelitz-Heilstätten ist ein Ortsteil der Stadt Beelitz im Landkreis Potsdam-Mittelmark in Brandenburg.

## Geschichte

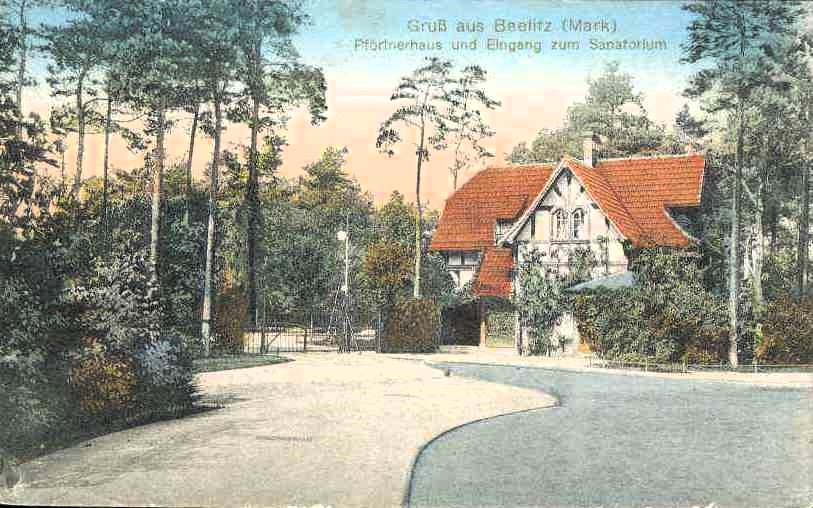
Postkarte aus der Zeit des Vereinslazaretts im Ersten Weltkrieg

### Von der Gründung bis zum Ende des Zweiten Weltkriegs
Die zwischen 1898 und 1930 von der Landesversicherungsanstalt Berlin errichteten Arbeiter-Lungenheilstätten Beelitz-Heilstätten bilden einen der größten Krankenhauskomplexe im Berliner Umland. Es ist ein denkmalgeschütztes Ensemble von 60 Gebäuden auf einer Gesamtfläche von rund 200 Hektar.
In zwei Bereichen nordwestlich der Bahnstrecke Berlin–Dessau entstanden die Lungenheilstätten, in den beiden südöstlich der Bahn gelegenen Bereichen die Sanatorien zur Behandlung nicht ansteckender Krankheiten. Die Bereiche waren jeweils nach Geschlechtern getrennt: südwestlich der Landstraße die Heilstätten und Sanatorien für Frauen, nordöstlich derselben die Heilstätten und Sanatorien für Männer. Ebenso lagen Betriebsgebäude, in denen überwiegend Frauen beschäftigt waren, südwestlich der Landstraße und solche, in denen überwiegend Männer beschäftigt waren, nordöstlich davon.
Die erste Bauphase erfolgte 1898 bis 1902 unter den Architekten Heino Schmieden und Julius Boethke (1864–1917). In der zweiten Bauphase 1908–1910 wurde die Bettenzahl von 600 auf 1200 erhöht. Der Architekt war Fritz Schulz, der auch in der dritten Bauphase 1926–1930 verantwortlich war.
Deren Parkanlagen wurden von dem Gartenbaudirektor Karl Koopmann, unter ihm arbeitete von 1903 bis 1904 Harry Maasz, erschaffen.
Das zu den Heilstätten gehörende Heizkraftwerk (Architekten: Schmieden und Boethke, technische Ausstattung: Paul Stanke) wurde schon 1903 mit Kraft-Wärme-Kopplung betrieben und ist heute ein technisches Denkmal. Die Gebäudehülle des Heizhauses Süd mit dem erhaltenen Maschinensaal und dem Wasserturm wurde durch den Eigentümer, den Landkreis Potsdam-Mittelmark, mit EU-Fördermitteln umfassend saniert. Seit 2020 erfolgen Umbauten zur Energiezentrale der neuen Stadtstrukturen.
Im Ersten und Zweiten Weltkrieg dienten die Beelitz-Heilstätten als Lazarett und Sanatorium für erkrankte und verwundete Soldaten. Unter den rund 17.500 Rekonvaleszenten, die zwischen 1914 und 1918 in Beelitz untergebracht wurden, befanden sich der Gefreite und spätere Reichskanzler Adolf Hitler (9. Oktober bis 4. Dezember 1916) sowie Karl Neufeld.
In den Jahren 1942–1944 wurde nach Plänen des Architekten Egon Eiermann südlich des Frauen-Sanatoriums ein Ausweichkrankenhaus für Potsdam errichtet, das jedoch in dieser Funktion nicht genutzt wurde. Dieses wurde seit 1953 bis 1998 als Fachklinik für Lungenkrankheiten und Tuberkulose zivil genutzt. Seit 2014 ist hier ein Standort der Kliniken Beelitz GmbH, die dort das Neurologische Fachkrankenhaus für Bewegungsstörungen/Parkinson betreibt. Daneben bestehen ein Pflegeheim und eine Akademie für Pflegeberufe.
Während der Schlacht um Berlin 1945 wurden die rund 3000 Verwundeten und das Personal der Beelitzer Heilstätten durch Soldaten der 12. Armee der Wehrmacht in weiter westlich liegende Regionen evakuiert.

### 1945 bis heute
Nach dem Ende des Zweiten Weltkriegs, in dem die Heilstätten teils schwer beschädigt wurden, wurde das Gelände 1945 von der Roten Armee übernommen. Die Heilstätten dienten bis 1994 als das größte Militärhospital der sowjetischen/russischen Armee im Ausland. Es war auch ab Dezember 1990 der Aufenthaltsort des an Leberkrebs erkrankten Erich Honecker, bevor er und seine Frau Margot am 13. März 1991 nach Moskau ausgeflogen wurden.
Einige Gebäude wurden inzwischen saniert und durch neue Gebäude ergänzt. Es wurden eine neurologische Rehabilitationsklinik, ein Parkinson-Fachkrankenhaus sowie eine Rehabilitationsklinik für Kinder eingerichtet. Ein Teil in Bahnhofsnähe wurde mit Einfamilienhäusern bebaut.
Als Folge der Insolvenz der Eigentümergesellschaft im Jahr 2001 gab es einen langen Stillstand in der Weiterentwicklung des Areals. Auch die Sanierung der Denkmalsubstanz wurde weitgehend eingestellt. Ein großer Teil der sehenswerten Anlage war verfallen und ist von Vandalismus und Materialdiebstahl stark beschädigt.
Nach jahrelangem Stillstand und weiterem Verfall ist es den Gläubigerbanken im März 2008 gelungen, einen Käufer für das Areal zu finden, aber erst nach nochmaligen Verkäufen an private Initiatoren begann seit 2015 die sukzessive Sicherung, Sanierung und neue Nutzung eines Großteils der Gebäude. 2015 liefen die Planungen für eine erneute Nutzung im ursprünglichen Sinne von Gesundheit und Wohnen. Dazu wurden die Waldflächen und die Gebäudeflächen getrennt verkauft.
Am 11. September 2015 wurde auf dem Gelände der ehemaligen Frauen-Lungenheilstätte der erste Baumkronenpfad in Brandenburg eröffnet. Er war zunächst 320 m lang und wurde 2020 durch einen Rundgang auf über 700 m erweitert. Er ist bis zu 23 m hoch und überquert die mit Bäumen bewachsene Ruine des 1945 ausgebrannten Gebäudes B IV – es wurde auch „Das Alpenhaus“ genannt. Ein Zugang erfolgt auf 21,6 m Höhe von der dritten Plattform des 40,5 m hohen Aussichtsturms, dessen oberste Plattform auf 36 m Höhe liegt. Ein zweiter Zugang befindet sich neben dem Alpenhaus. Ein barrierefreier Zugang zum Pfad erfolgt vom Turm aus mit einem Aufzug.
Im Mai 2016 begannen auf dem Gelände des ehemaligen Frauen-Sanatoriums Umbauarbeiten. Im Pavillon sowie im alten Küchen- und Wäschereigebäude hat ein Investor unter dem Namen Refugium Beelitz-Heilstätten ein sogenanntes Creative Village installiert. Die Atelier- und Mietwohnungen sind ausschließlich für Kreativschaffende vorgesehen. Die ersten Wohnungen wurden 2017 bezugsfertig.
Die lokale Stadtverordnetenversammlung stimmte einstimmig für einen neuen Bebauungsplan. Geplant waren eine Grundschule, eine Kita, ein Supermarkt, Cafés, medizinische Einrichtungen und ein Ärztehaus – sowie auch Museen. Das historische Heizhaus dient bereits als Museum und geplant ist, auch im Bahnhof eine Dauerausstellung über die Geschichte der Beelitz-Heilstätten einzurichten. Obschon nach Brandenburger Landesplanung in Beelitz-Heilstätten deutlich mehr Häuser und Wohnungen hätten gebaut werden können, limitierte man seitens der Lokalverantwortlichen den Zuzug auf maximal 4400 Neubürger, um die Lebensqualität der ländlichen Region nicht zu gefährden. Der Bahnhofsvorplatz mündet in die neue Erschließungsstraße für das geplante Wohngebiet. Das entstehende neue Stadtquartier um die historischen Bauten (wie dem Bahnhof, dem Heizwerk, der früheren Bäckerei und Fleischerei) sowie rund 800 Einfamilien- und Reihenhäusern in Waldrandlage umfasst eine Fläche von insgesamt 64 Hektar.
Am 20. Februar 2024 beschloss die Beelitzer Stadtverordnetenversammlung, dass Beelitz-Heilstätten ein eigener Ortsteil werden soll. Bei der Kommunalwahl am 9. Juni 2024 wurde ein dreiköpfiger Ortsbeirat gewählt. Damit ist Beelitz-Heilstätten der 13. Ortsteil der Stadt Beelitz.

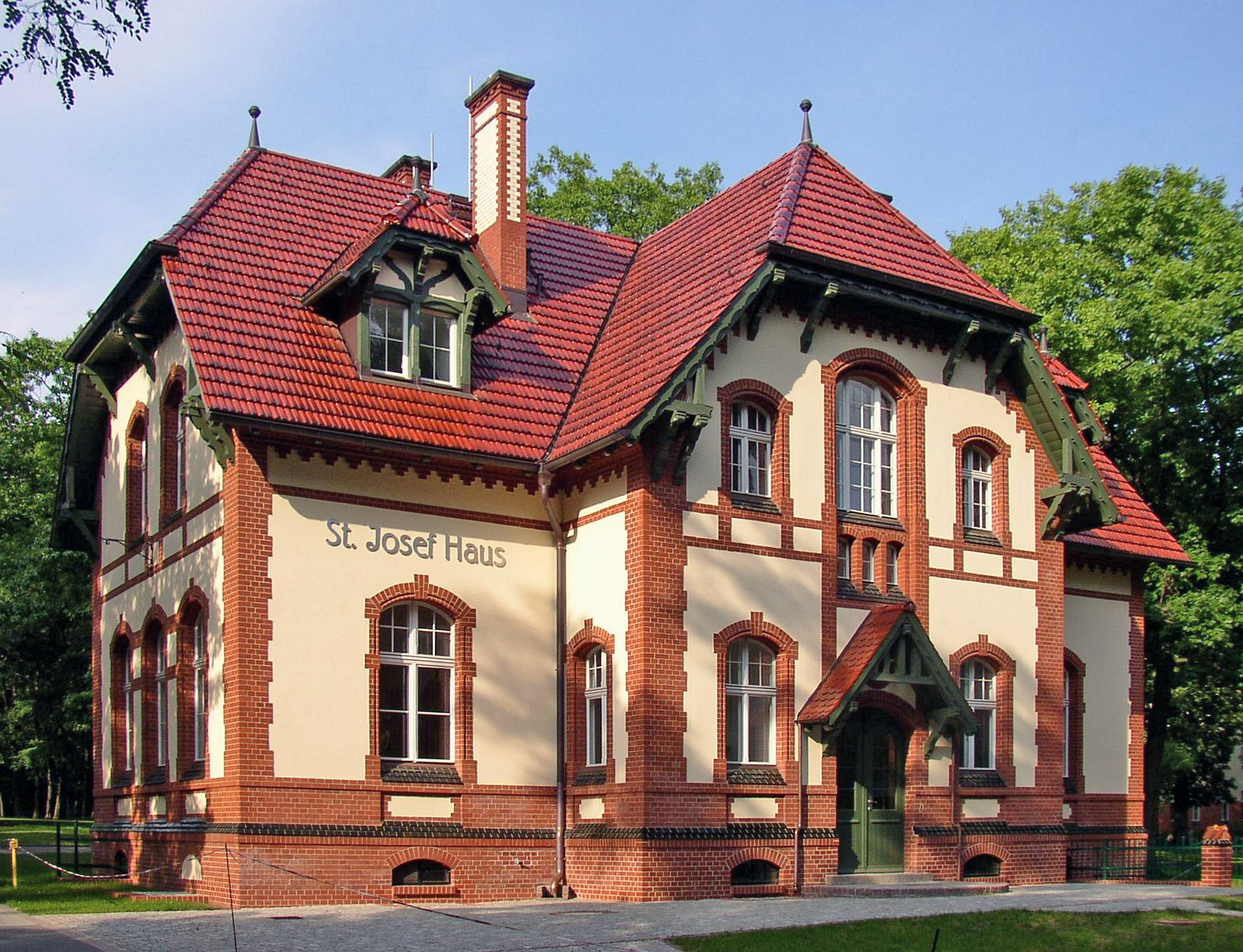
St.-Josef-Haus
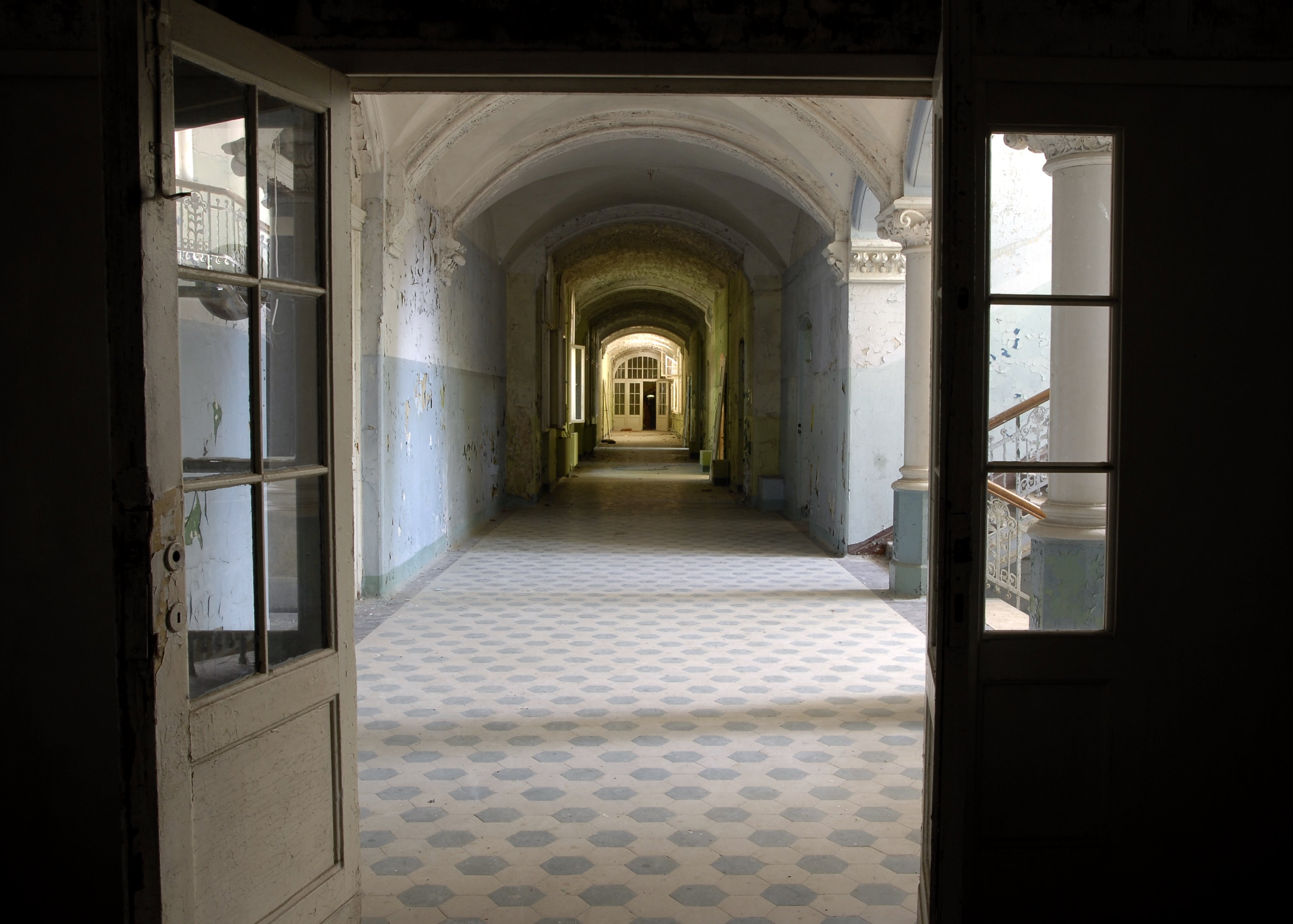
Das Innere des Sanatoriums, 2005
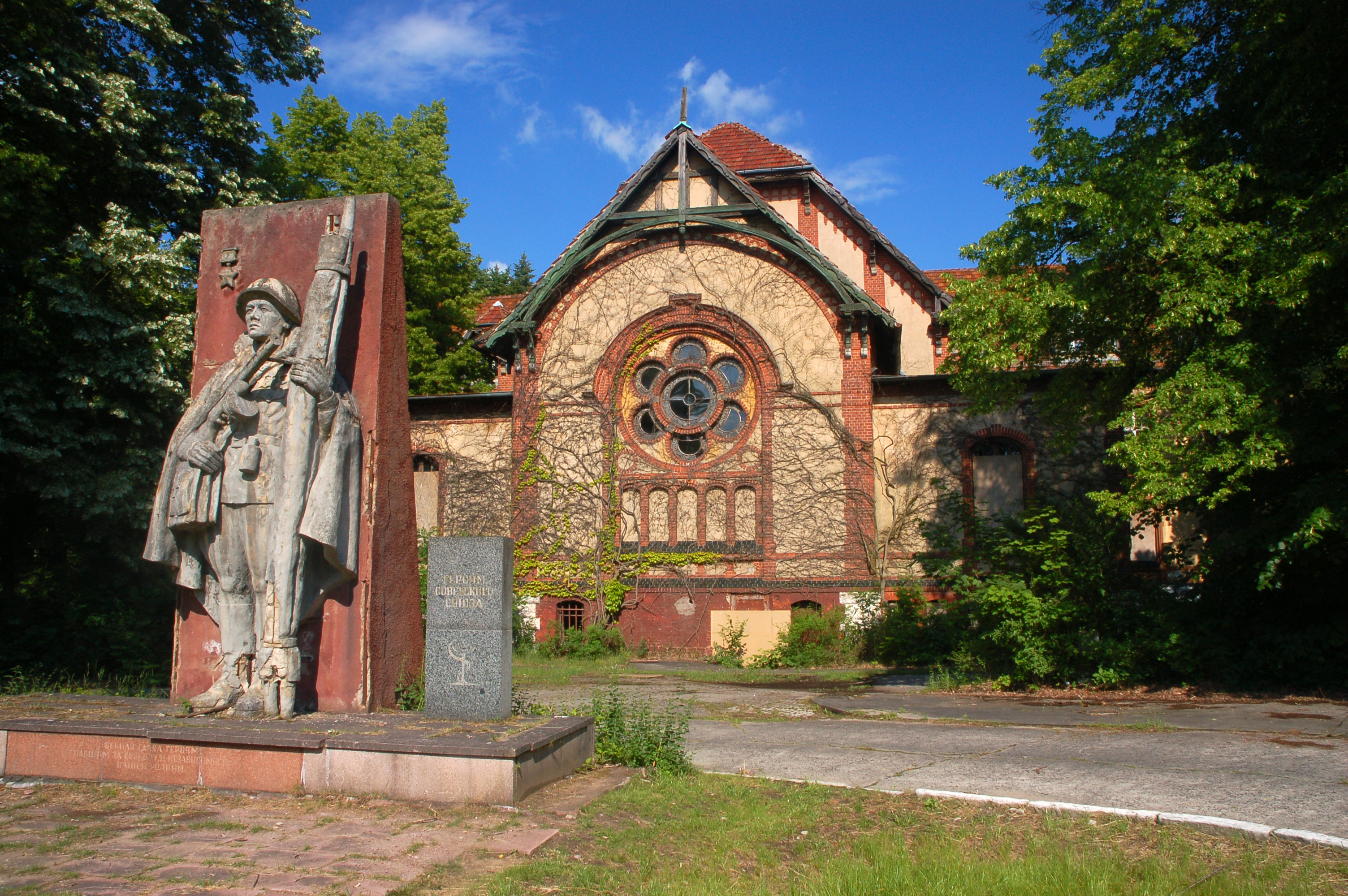
Sowjetisches Denkmal
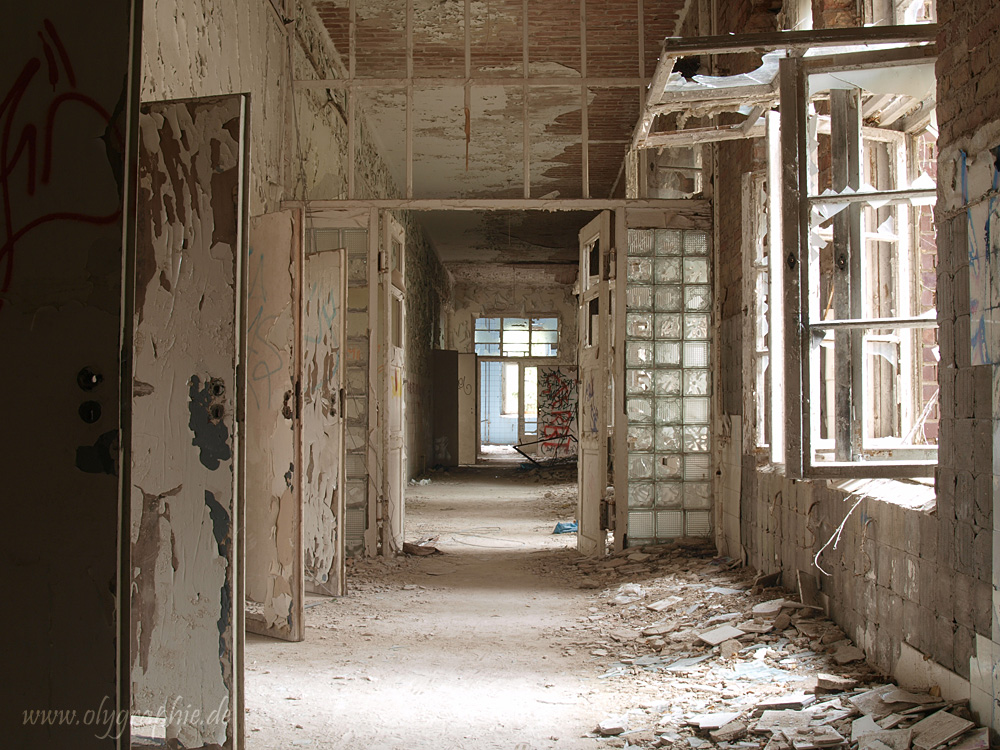
Inneres der Chirurgie, 2011
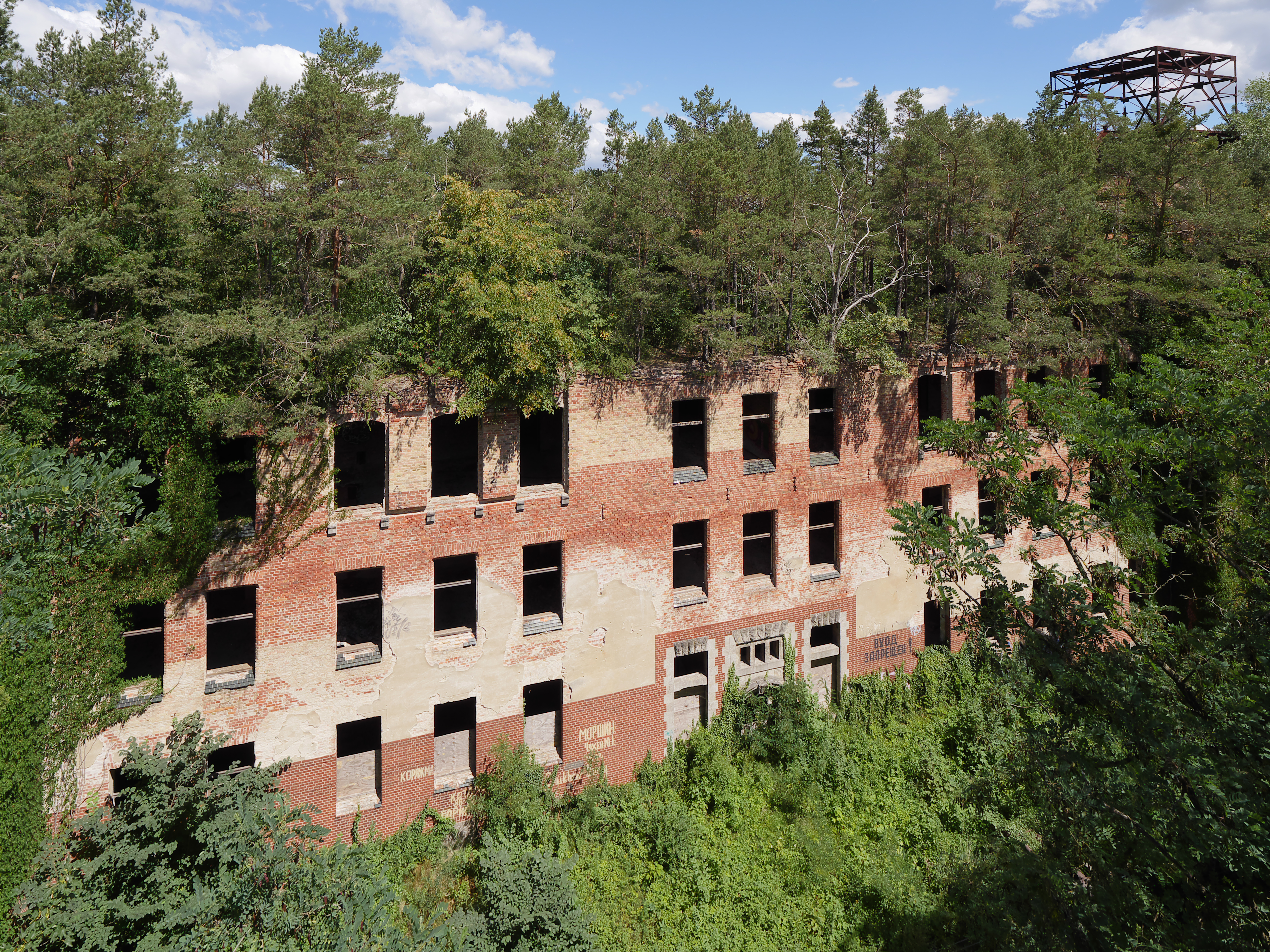
Südfassade des Alpen-Hauses vom Baumkronenpfad aus gesehen, 2018
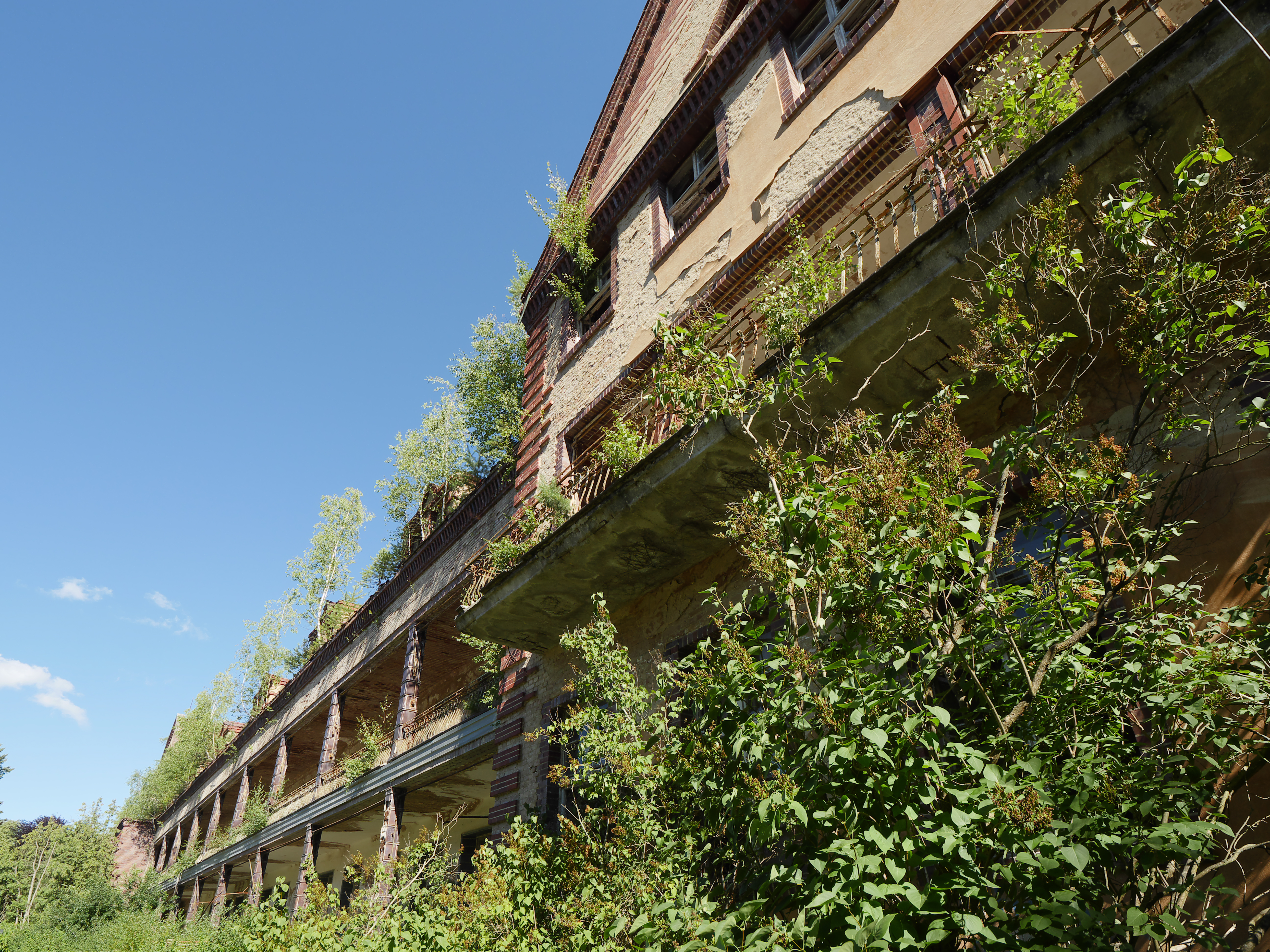
Südfassade der Chirurgie, 2018
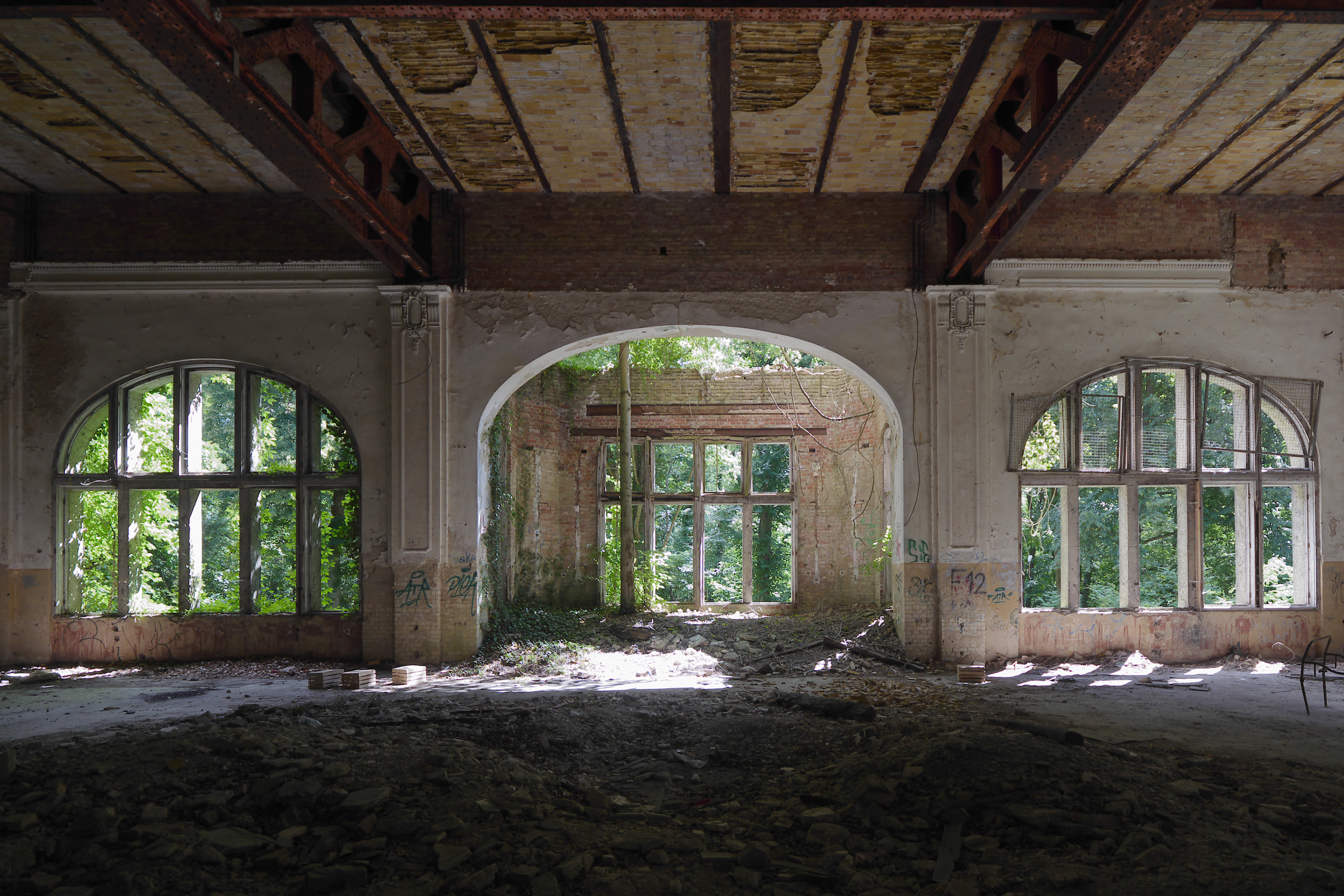
Speisesaal im Alpen-Haus, 2018
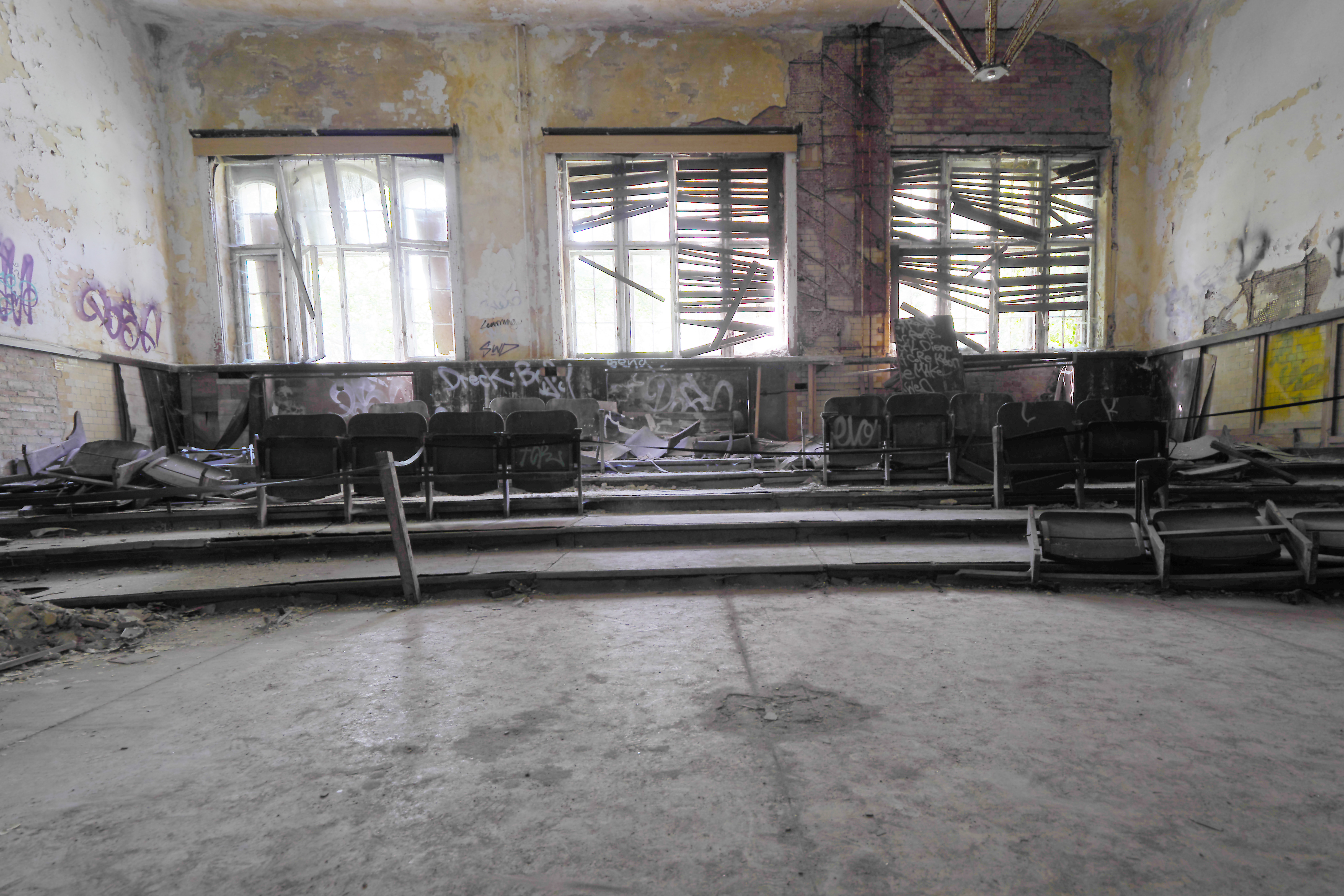
Hörsaal im Hauptlaboratorium, 2018
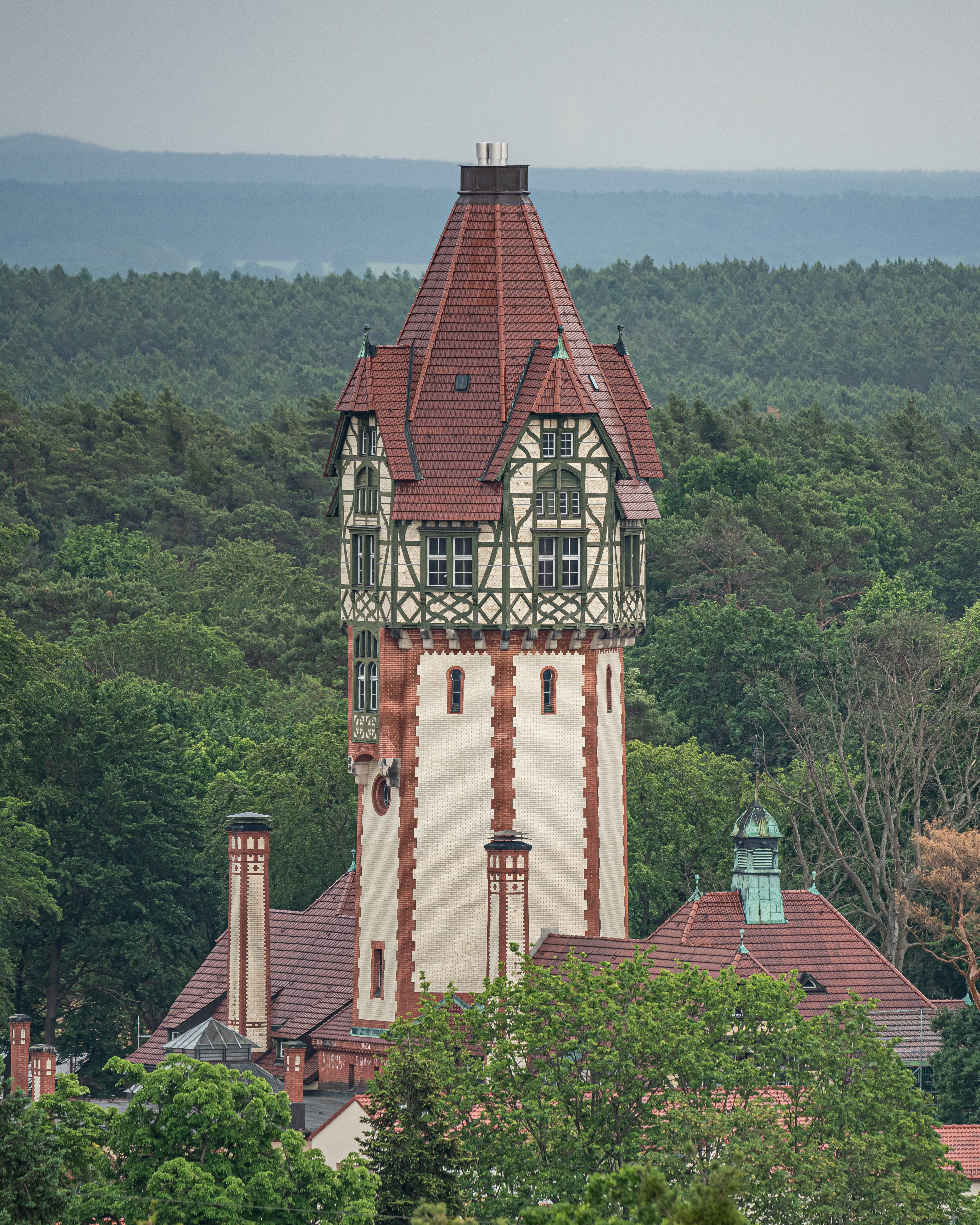
Turm des Heizkraftwerks, 2022
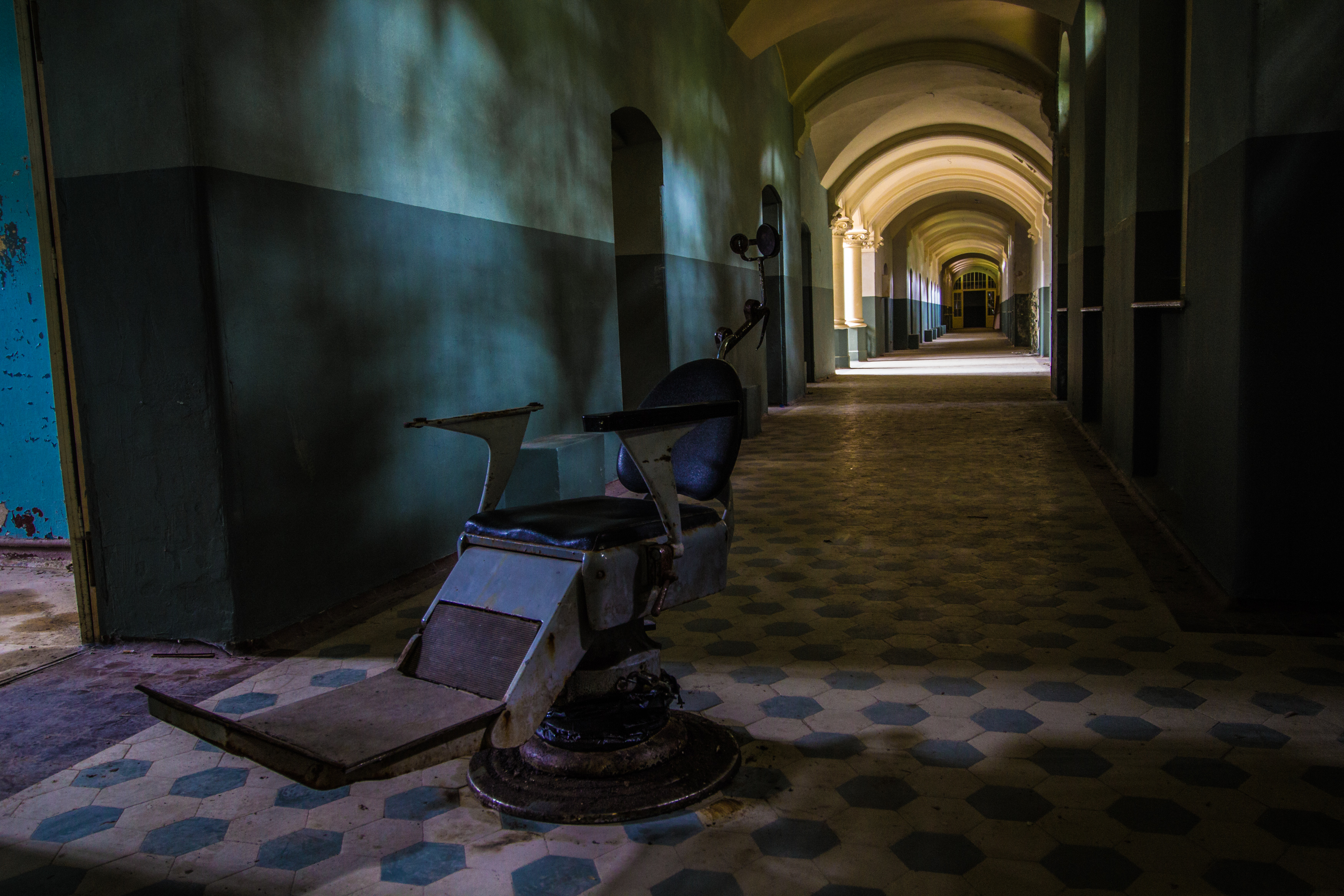
Beelitz-Heilstätten, Männerklinik, 2018
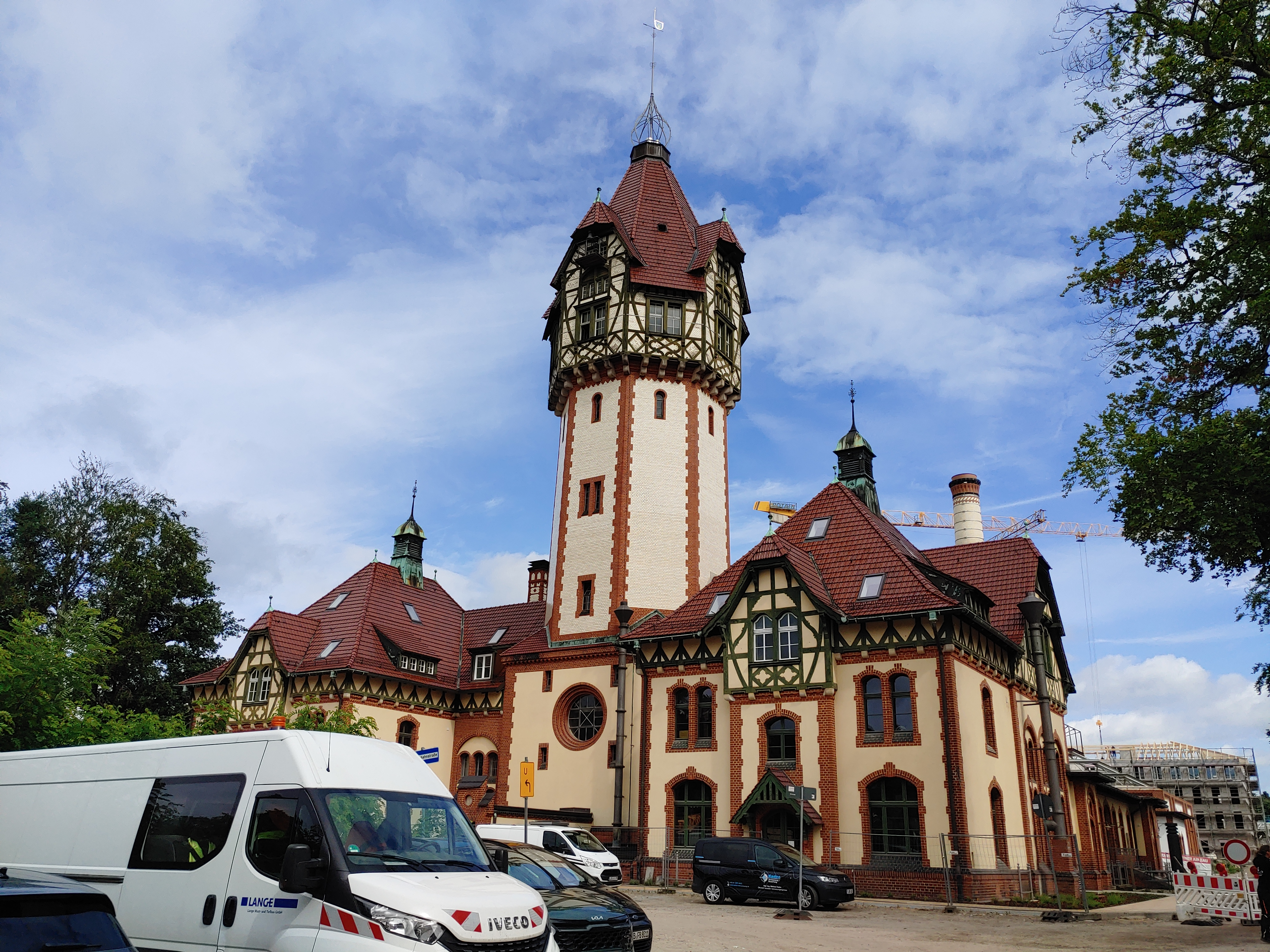
Beelitz-Heilstätten Fortschritt Juli 24

## Wappen
| Wappen von Beelitz-Heilstätten | Blasonierung: „In Blau eine vorne von einem gestürzten goldenen Schlüssel, Bart nach außen, und hinten von einer links gewendeten goldenen Mondsichel begleitete, silbern-bordierte eingebogene grüne Spitze. Darin ein aus dem unteren Schildrand hervorkommender achteckiger silberner Wasserturm mit allseits schwarz-gefenstertem Turmaufsatz mit drei Erkern und goldenem Spitzdach mit zwiebelförmig gefensterter schwarzer Turmspitze.“ |
| Wappen von Beelitz-Heilstätten | Wappenbegründung: Der achteckige Wasserturm, mit seiner prägnanten Dach-Architektur, wurde auf grünem Grund, symbolisch für Natur und Wald, dargestellt. In den oberen Ecken sind ein goldener Stadtschlüssel und auch die Mondsichel aus dem alten Beelitzer Stadtwappen, in Blau dargestellt. Der Ortsteil Beelitz-Heilstätten trägt nicht nur den Namen Beelitz im eigenen Namen, sondern es soll auch die enge Beziehung zur Stadt Beelitz zum Ausdruck kommen. Die Farbe Blau steht für die reine Luft und die historische Entwicklung von Beelitz-Heilstätten als Luftkurort. |

Das Wappen wurde vom Heraldiker Ismet Salahor aus Frankfurt am Main gestaltet und beim HEROLD am 9. Februar 2018 in die Deutsche Ortswappenrolle unter der Nr. 59BR aufgenommen.

## Unfälle und Verbrechen
800 Meter von den Heilstätten entfernt geschah 1991 ein Doppelmord. Die 34-jährige Ehefrau eines sowjetischen Arztes der Klinik und deren drei Monate altes Baby wurden von dem als Rosa Riese bekannt gewordenen Serienmörder Wolfgang Schmidt getötet. 2008 ermordete ein Fotograf, der die Heilstätten als Hintergrundkulisse nutzte, ein Fotomodel, das er im Internet kennengelernt hatte. 2010 stürzte ein 25-jähriger Mann aus einem Fenster im vierten Obergeschoss und erlag später in einer Berliner Spezialklinik seinen Verletzungen. Einige Tage später verletzte sich ein 32-jähriger Mann schwer, als er einen rund vier Meter tiefen Schacht hinunterstürzte. 2011 erhängte sich ein Obdachloser, der zuvor mehrere Jahre auf dem Gelände der Beelitzer Heilstätten lebte, in einem der Gebäude. 2025 geschah innerhalb eines Apartments in den Heilstätten ein tödlicher Angriff auf einen jungen Mann.

## Nutzung der Heilstätten als Kulisse
Die Mischung aus ungewöhnlicher Architektur und Verfall macht die Heilstätten zu einer attraktiven Kulisse für Filmproduktionen. Neben zahlreichen Fernseh- und Studentenfilmen wurden auch Teile von Polańskis Der Pianist, Wolfgang Beckers Krankes Haus, Operation Walküre mit Tom Cruise, Men & Chicken mit Mads Mikkelsen, Gore Verbinskis A Cure for Wellness und anderen Spielfilmen in den Heilstätten gedreht. Der Film Heilstätten von 2018 spielt zwar in Beelitz, allerdings verweigerte der Eigentümer eine Drehgenehmigung, daher wurde der Film in der Heilstätte Grabowsee gedreht.
Vom 17. bis zum 19. Dezember 2011 dienten die Ruinen der Heilstätten als Kulisse für einen Videodreh zum Lied Mein Herz brennt der Neue-Deutsche-Härte-Band Rammstein unter der Regie von Eugenio Recuenco. Ein Nachdreh, nun unter Regie von Zoran Bihać, fand am 12. Juni 2012 erneut in Beelitz statt. Weitere Videodrehs fanden 2015 durch die Metalband Powerwolf (Army of the Night) sowie 2023 durch den Dancehall-Sänger Peter Fox (Ein Auge blau) jeweils in der Turnhalle statt.
Im Jahr 2021 wurde die Heilstätte als Kulisse für ein Fotoshooting für die elfte Folge der 16. Staffel von Germany’s Next Topmodel genutzt.

## Einrichtungen
- Heilstätte für lungenkranke Frauen (Quadrant A, 2 Pavillons, 1902 und 1907)
- Heilstätte für lungenkranke Männer (Quadrant B, 2 Pavillons, 1902 und 1907)
- Sanatorium für Männer (Quadrant C, 1902)
- Sanatorium für Frauen (Quadrant D, 1902)
- Ausweichkrankenhaus (Quadrant D1, 1943–1944)
- Anstaltskirche (1902, 1971 abgebrochen)
- Baumkronenpfad Beelitz-Heilstätten (Quadrant A)
- Heizkraftwerk Beelitz-Heilstätten (Quadrant C)
- Chirurgiegebäude (Quadrant A, 1928)
- Labor
- Küchengebäude (2× identisch, Quadranten A und D, 1902)
- Bäckerei und Fleischereigebäude (Quadrant C, 1905–1908)
- Wäschereigebäude (Quadrant C, 1926–1928)

## Verkehrsanbindung und Tourismus

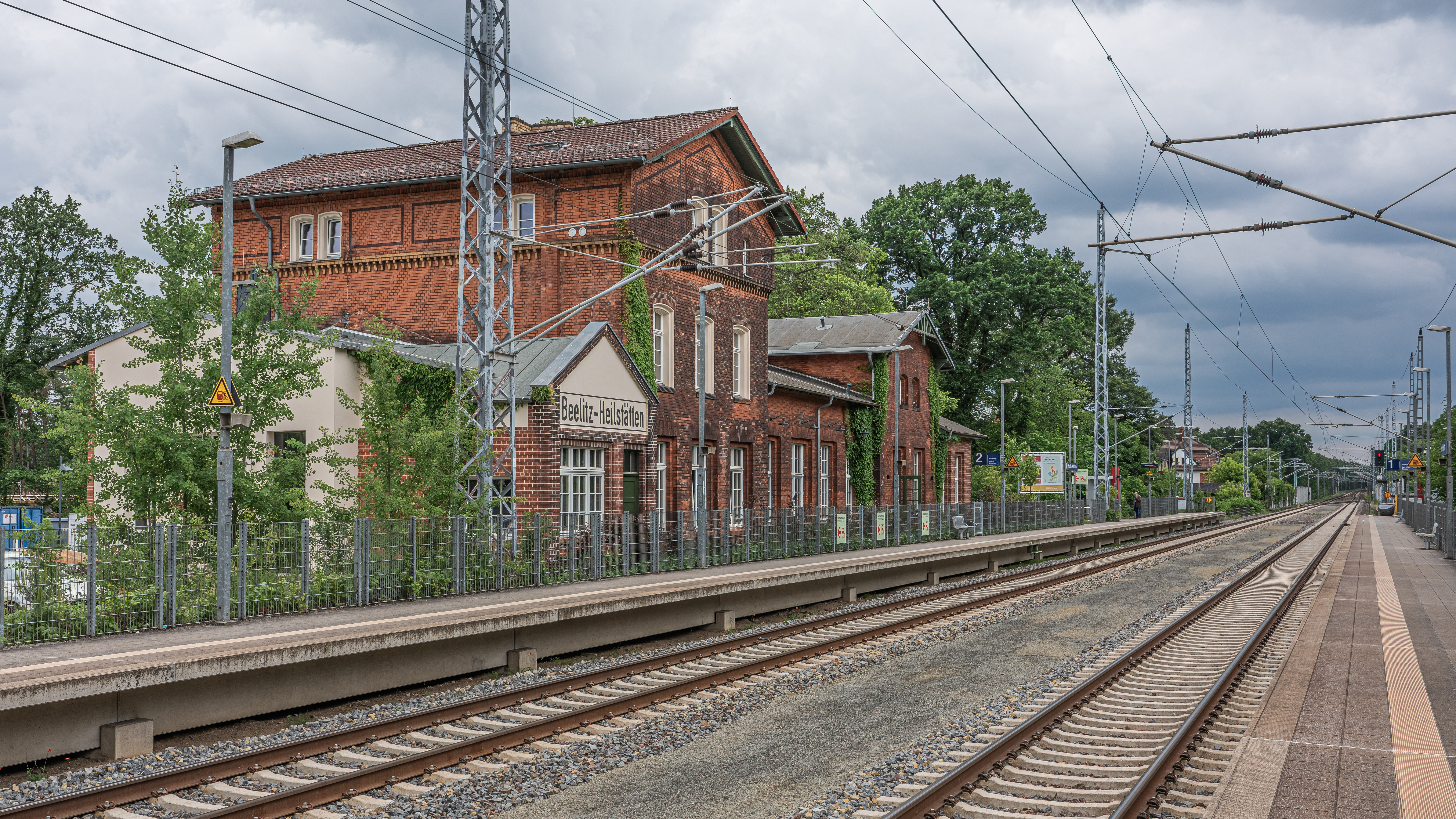
Bahnhof Beelitz-Heilstätten

Der Bahnhof Beelitz-Heilstätten an der Bahnstrecke Berlin–Dessau befindet sich inmitten des Areals. Er wird von der Regional-Express-Linie RE 7 (Dessau Hbf–Bad Belzig–Berlin–Senftenberg) bis zu zweimal stündlich bedient.
Der öffentliche Personennahverkehr wird unter anderem durch den PlusBus des Verkehrsverbund Berlin-Brandenburg erbracht. Folgende Verbindungen führen, betrieben von der Regiobus Potsdam-Mittelmark, durch Beelitz-Heilstätten:
- Linie 641: Beelitz – Beelitz-Heilstätten – Fichtenwalde – Klaistow – Glindow – Werder
- Linie 645: Beelitz – Beelitz-Heilstätten – Fichtenwalde – Klaistow – Lehnin – Brandenburg

Über die A 9 ist Beelitz-Heilstätten mit der Autobahnanschlussstelle 2 Beelitz-Heilstätten/Fichtenwalde (Kilometer 2,4), in unmittelbarer Nähe des Autobahndreiecks Potsdam (A 10/A 9), an das Autobahnnetz angeschlossen.
Durch den Ort führt die Landesstraße L 88 (Straße nach Fichtenwalde), die als Bedarfsumleitungen U26, U49, U89, U98 und U99 bei Staus auf der Autobahn und Mautvermeidung eine erhebliche Verkehrsbelastung bringt, insbesondere durch Schwerlastverkehr.
Durch Beelitz-Heilstätten verlaufen die Fahrradrouten Europaradweg R1, Europaroute (D3) und die Hauptstadt-Route (EV2).
Die Beelitzer Spargelstraße führt als Touristenattraktion durch Beelitz-Heilstätten.

## Dokumentationen
- Eva Röger, Lutz Rentner, Frank Otto Sperlich: Beelitz-Heilstätten. Fernseh-Dokumentation aus der Sendereihe Geheimnisvolle Orte (Folge 33), RBB 2010, 45 min[26][27]
- Maik Vukan, Angela Hennemann, Katrin Glenz, Andrea Jedich, Norbert Lorentzen: Lost Places. Fernseh-Dokumentation aus der Sendereihe Die Nordstory, NDR 2020, 60 min[28]